# والتر غيرا
والتر غيرا (بالإنجليزية: Walter Guerra)‏ هو فارس أمريكي، ولد في 7 يونيو 1962 في بنما في بنما.